# Колашац
Колашац је насељено мјесто код Кистања, у сјеверној Далмацији. Припада општини Кистање у Шибенско-книнској жупанији, Република Хрватска. Према попису становништва из 2011. године у насељу је живело 50 становника. Према прелиминарним подацима са последњег пописа 2021. године у месту је живело 47 становника.

## Географија
Налази се око 9 км сјеверозападно од Кистања.

## Историја
Колашац се од распада Југославије до августа 1995. године налазио у Републици Српској Крајини. До територијалне реорганизације у Хрватској насеље се налазило у саставу бивше велике општине Книн.

## Становништво
Према попису из 1991. године, Колашац је имао 278 становника, од чега 276 Срба и 2 остала. Према попису становништва из 2001. године, Колашац је имао 45 становника. Колашац је према попису из 2011. године имао 50 становника и био је углавном насељен Србима повратницима.
| Националност       | 1991. | 1981. | 1971. | 1961. |
| Срби               | 276   | 296   | 317   | 326   |
| Југословени        |       |       |       |       |
| Хрвати             |       | 1     | 1     |       |
| Муслимани          | 1     |       |       |       |
| остали и непознато | 1     |       |       | 4     |
| Укупно             | 278   | 297   | 318   | 330   |

| Демографија | Демографија | Демографија |
| Година      | Становника  | Становника  |
| ----------- | ----------- | ----------- |
| 1961.       | 330         |             |
| 1971.       | 318         |             |
| 1981.       | 297         |             |
| 1991.       | 278         |             |
| 2001.       | 45          |             |
| 2011.       | 50          |             |

### Родови
У Колашцу су до 1995. године живели родови:
- Ђиласи, славе Св. Aрх. Mихaила
- Љуне, славе Св. Николу
- Матијевићи, славе Ђурђевдан
- Шуше, славе Св. Стефана

## Познате личности
- Шпиро Матијевић, српски књижевник
- Петар Матијевић, српски предузетник